# مارك س. تايلور
مارك س. تايلور (بالإنجليزية: Mark C. Taylor)‏ هو فيلسوف أمريكي، ولد في 13 ديسمبر 1945.